# Randers-Ryomgård-banan
Randers-Ryomgård-banan (danska: Randers-Ryomgård-banen) var en järnvägslinje som gick mellan Randers och Ryomgård. Den togs i bruk 1876 och användes för persontrafik tills 1971 och för godstrafik till 1993. Den byggdes på privat initiativ men blev efter fem år förstatligad.